# Guerra de la Vendée
Guerra de la Vendée es la denominación historiográfica de la rebelión que derivó en una guerra civil que enfrentó a los partidarios de la Revolución francesa y a los contrarrevolucionarios. Se desarrolló en la región francesa de Vendée entre 1793 y 1796. La denominación en idioma español Guerra de la Vandea apenas se usa en la bibliografía. La denominación francesa es Guerre de Vendée.
Al igual que había sucedido por toda Francia, la Vendée contempló rebeliones campesinas (jacqueries) entre 1789 y 1792. Sin embargo, fue en el momento de la leva masiva (levée en masse) de 1793, cuando se desencadenó la rebelión vandeana y acabó adoptando la forma de un movimiento popular contrarrevolucionario.
Desarrollada a lo largo de tres años, el conflicto tuvo varias fases, con un breve periodo de paz que empezó en la primavera de 1795 y finalizó a principios de 1796.

## Contexto

### Evolución historiográfica acerca de las causas de la revuelta
El estudio histórico de la guerra de La Vendée ha resultado siempre muy debatido en Francia, mezclándose escuelas históricas y prejuicios ideológicos, historiadores universitarios y eruditos locales. Como resultado de todo ello existe una enorme bibliografía que opone en esencia dos corrientes, la de los partidarios de la Revolución y la de los partidarios de los contrarrevolucionarios.
Los primeros textos publicados acerca de esta guerra fueron las Memorias de algunos de los que en ella habían intervenido, monárquicos como Madame de la Rochejacquelein, Poirier de Beauvais o Puisaye, y republicanos como Grouchy, Kléber, Choudieu y demás. El texto más conocido son las Memorias de Madame de la Rochejacquelein, viuda de Lescure, que describe un levantamiento espontáneo de los campesinos para defender a su rey y a su iglesia.[cita requerida]
Durante el siglo XIX, el tema opone en especial a los historiadores que basaban sus investigaciones en documentos y archivos frente a los eruditos locales, comprometidos en la defensa de los vendeanos, que recogían tradiciones orales y las transmitían. Los principales protagonistas de esta querella fueron:
- Por parte de la Universidad, Charles-Louis Chassin, alumno de Alphonse Aulard, quien publicó once volúmenes de archivos y memorias. Seguidor del punto de vista republicano, niega cualquier origen popular del movimiento, y afirma que se trató de una pura confabulación de nobles y curas, que la parte más ignorante de la población siguió ciegamente. Hostil también a los sans culottes y a Robespierre, responsabiliza a éste de la represión de 1794. Alphonse Aulard, primer titular de la cátedra de Historia de la Revolución francesa de la Sorbona, Jules Michelet o Jean Jaurès, autores ambos de una Historia de la Revolución francesa, contribuyeron mediante sus escritos a construir una determinada visión de esta guerra.[10]
- Por parte de los partidarios de los borbones, como los abades Eugène Bossard y Félix Deniau, este último autor de una Historia de la Vendée en cinco volúmenes basada en testimonios orales y memorias publicadas durante un siglo, o el también abad François Uzureau, sacerdote de la diócesis de Angers, que analiza a los "blancos", basándose en documentos, a menudo en los mismos que Chassin.[10] Según ellos, las tropas de campesinos, muy católicos y muy unidos a los nobles son liderados por la pequeña nobleza local para restablecer la monarquía y salvar el catolicismo.

Basándose ampliamente en testimonios orales, recogidos y transmitidos por autores "blancos", los eruditos se concentran sobre la violencia de la represión de 1793-1794, mientras la predilección de los "azules" hacia los archivos parecía excluir que estos hubieran padecido sufrimientos. La interpretación "blanca" se encuentra entre los académicos, en los escritos de Pierre Gaxotte o de Jean-François Chiappe.
Desde hace un siglo, la historiografía ha renovado ampliamente este tema.

#### Una reinterpretación histórica

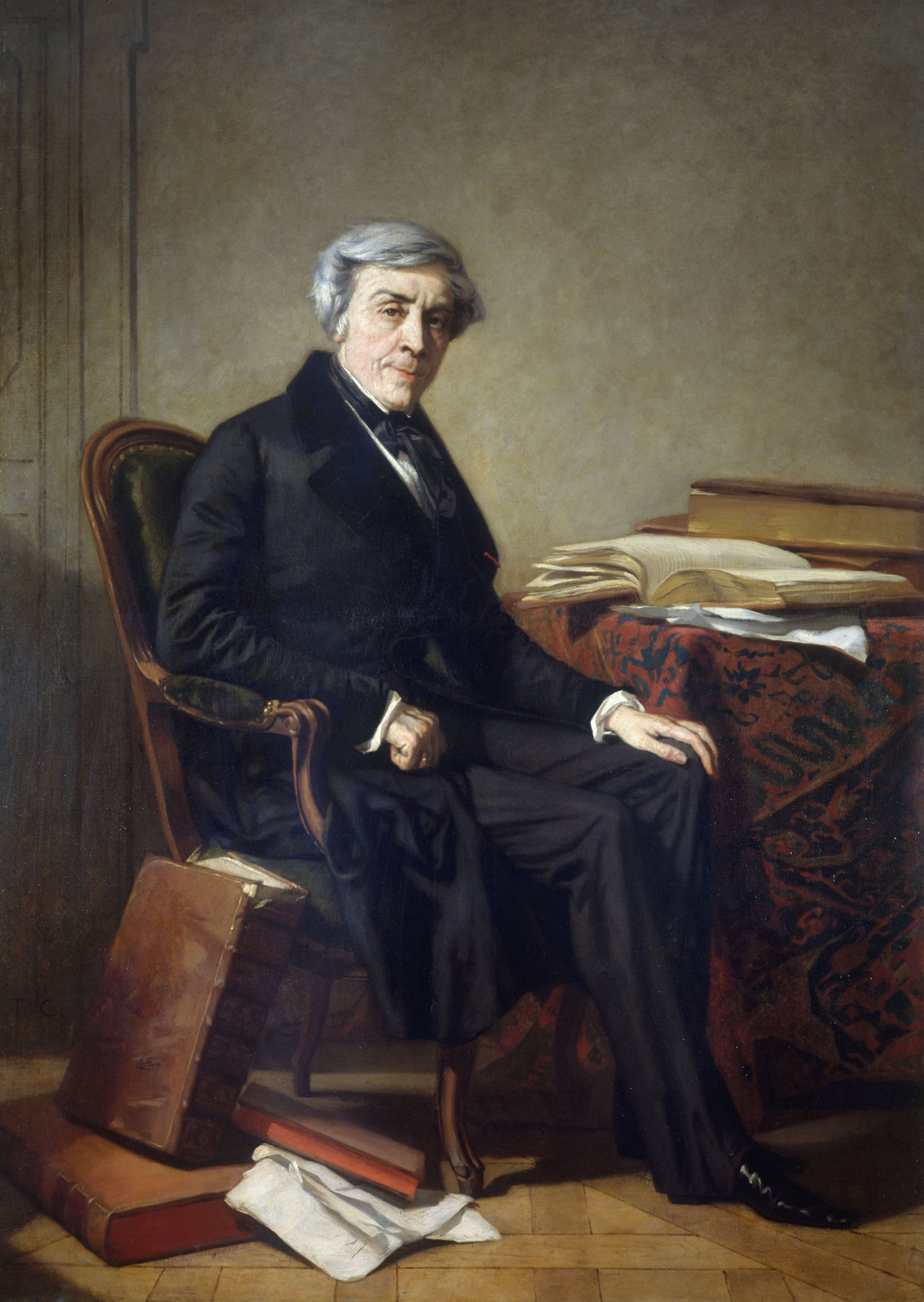
Jules Michelet

En el siglo XX, la investigación histórica ha sufrido profundas evoluciones, especialmente con el desarrollo del análisis social y económico del materialismo histórico. Claude Petitfrère ve en esa renovación la marca de una tercera categoría de autores, agrupados alrededor de Paul Bois, Marcel Faucheux y Charles Tilly, a la que llama historia «científica».
En los años 1920, Albert Mathiez considera que las causas de la insurrección vendeana de la primavera de 1793 hay que buscarlas en las condiciones económicas y sociales de la época.
A principios de los años 1950, Marcel Faucheux señala que las causas profundas de la rebelión hay que buscarlas mucho más lejos de la constitución civil del clero, de la ejecución de Luis XVI o de la leva masiva, pues hay que unir a estas causas la pobreza. La Revolución francesa no supo satisfacer las esperanzas generadas por la convocatoria de los Estados Generales en 1789: los medieros, mayoritarios en la Vendée, no se beneficiaron de la abolición de los derechos feudales, que se pusieron a la venta y de los que se aprovecharon fundamentalmente los burgueses y los comerciantes. A partir de ahí, el derrumbamiento de las estructuras sociales tradicionales, la reforma autoritaria del clero y la leva masiva constituyen como mucho la chispa que hizo estallar un descontento latente.
Basándose en un análisis detallado de la Sarthe, Paul Bois profundiza la cuestión, destacando el odio que enfrenta al campesino con el burgués y muestra la existencia de una profunda fractura social entre campo y ciudad, muy anterior a la Revolución, y que es una de las causas principales de la revuelta.
Estos trabajos se han visto ampliamente confirmados por los del sociólogo estadounidense Charles Tilly, para quien el desarrollo de las ciudades francesas en el siglo XVIII, su agresividad económica y su tendencia a acaparar el poder político local suscitaron resistencia y odio entre los campesinos, odio del que la insurrección de la Vendée no es más que un ejemplo exacerbado.

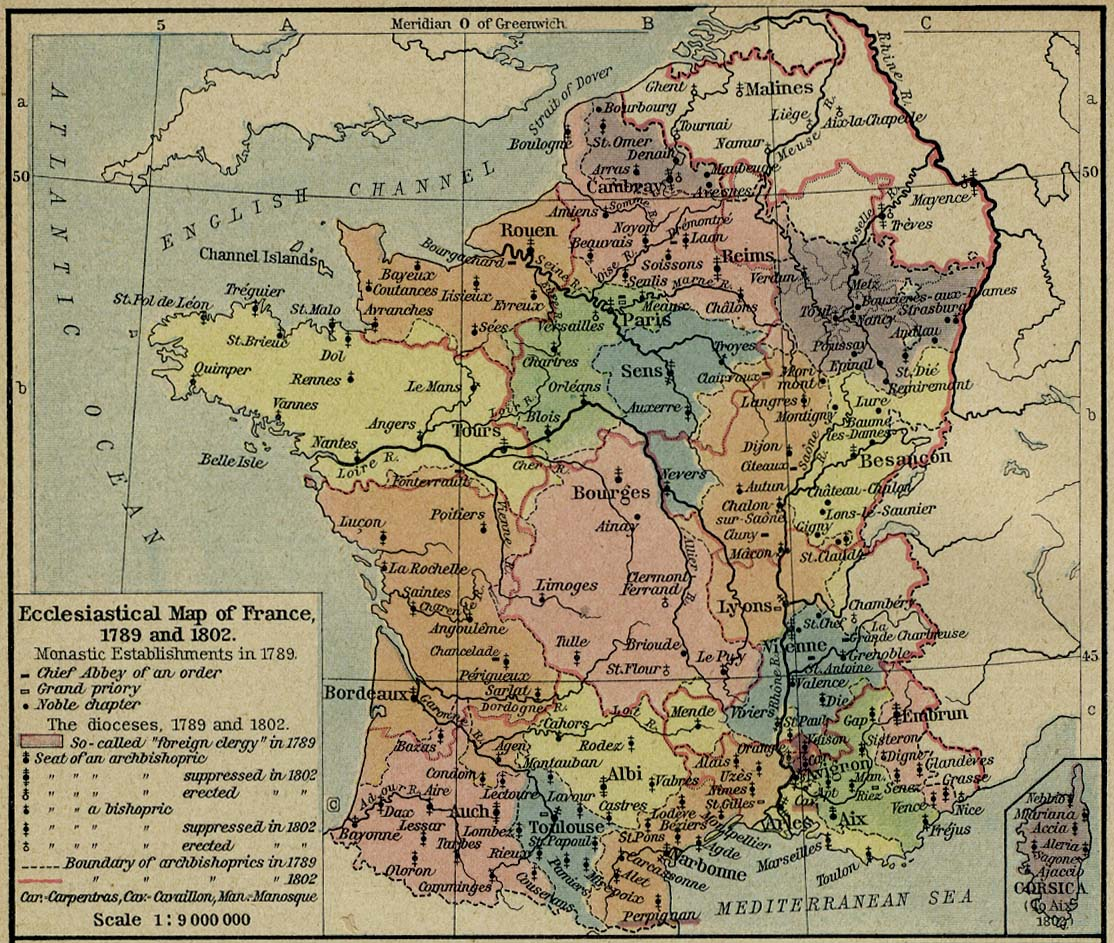
Mapa de los arzobispados y obispados en 1789 y 1802

Por su parte, Albert Soboul, perteneciente a la corriente historiográfica marxista, describe masas campesinas molestas, predispuestas «a rebelarse contra los burgueses, con mucha frecuencia granjeros generales en este país de mediería, comerciantes de grano y compradores de los bienes nacionales», de los departamentos del Oeste de fe muy vívida tras los esfuerzos de catequización de los Mulotinos, congregación de misioneros instalada en Saint-Laurent-sur-Sèvre, desde finales del siglo XVII, por último la asimilación por parte de los campesinos, del sorteo para la leva de los 300 000 hombres al ejército, institución del Antiguo Régimen especialmente odiada.[cita requerida] Si considera que «el carácter simultáneo del levantamiento hace pensar que estuviera preparado», explica que los campesinos «no eran ni monárquicos, ni partidarios del Antiguo Régimen» y que los nobles se vieron sorprendidos en un primer momento por la revuelta antes de poder aprovecharla en su propio beneficio.
Más recientemente, Jean-Clément Martin señaló que si los campesinos se alinearon con la Contrarrevolución, según las provincias e incluida la propia la Vendée, por causas muy diversas, las consignas religiosas y de la defensa comunitaria eran generales en todas ellas. Estas consignas se deben al mantenimiento de la presión fiscal y de las tasas agrícolas, al empeoramiento de la situación de los medieros, a la incapacidad de las pequeñas élites rurales para comprar bienes nacionales, que fueron acaparados por las élites urbanas, a la pérdida de autonomía de los pequeños municipios rurales frente a los burgos, en los que se instalaron los poderes político (el distrito) y económico, al alcance de la Constitución civil del clero, a las libertades de las comunidades, que defendían a su sacerdote y sus ceremonias religiosas. Las tensiones suben continuamente hasta marzo de 1793, y la leva masiva proporciona a las comunidades la ocasión de unirse contra los agentes estatales, en un movimiento que recuerda en principio las revueltas campesinas tradicionales (jacqueries) y de formar bandas encabezadas por las élites locales.
En la Sarthe, son los granjeros acomodados y sus aliados los que se sublevan, mientras en Mauges los que se levantan son los campesinos dependientes de las ciudades y los tejedores. Los chuanes de Ille-et-Vilaine reclutan sus efectivos fundamentalmente entre los medieros. En todos los casos se defiende el equilibrio comunitario, amenazado por las leyes civiles y religiosas de la Revolución. El realismo no está especialmente arraigado, al igual que había sucedido en el Midi en 1791-1792, y las inquinas personales y locales desempeñan un importante papel, así como las luchas entre comunidades cercanas; en la mayoría de los casos, las revueltas se iniciaron con "ajustes de cuentas, caza al revolucionario y saqueos".
Activistas monárquicos pertenecientes a las élites rurales participan en las primeras insurrecciones, precisa, pero son poco numerosos; los nobles contrarrevolucionarios se implican muy poco en el conflicto, en marzo de 1793, al ser un movimiento desorganizado y mal armado.

Todo el mundo se sorprende por la brutalidad de la rebelión, la mayor parte duda a la hora de unirse a los insurrectos, algunos incluso como Charette deben ser obligados utilizando la fuerza.

Más allá de la tesis del complot "clérigo-nobiliario", Jean-Clément Martin cuestiona junto a Roger Dupuy, el antagonismo entre "ciudad" y "campo" (muy anterior a la Revolución) y la diferencia de naturaleza que existiría entre los orígenes de la chuanería y las causas de la guerra de la Vendée.
Para Roger Dupuy, quien destaca que la historiografía reciente "se separa de la estrecha óptica que colocaba el problema religioso en lugar primordial en el proceso de rebeldía", y es "por la parte de la identidad profunda de las comunidades campesinas" donde se ha que buscar las raíces. El "levantamiento es tanto más exasperado cuanto que la violencia desempeña un papel determinante en la constitución de dicha identidad": violencia de la miseria, violencia de jóvenes obligados a hacer respetar su honor, violencia colectiva contra el mal señor que abusa de sus privilegios feudales.

### La situación antes de la insurrección
A finales del siglo XVIII, la sociedad vendeana (el actual departamento de la Vendée y parte de los departamentos limítrofes: el sur de Loira Atlántico, oeste de Maine-et-Loire, norte de Deux-Sèvres) tiene una composición social muy rural, al igual que otras muchas provincias de Francia. El Oeste había sufrido las guerras de religión un siglo antes y tras las violentas dragonadas reconvertido al catolicismo por el padre Montfort.

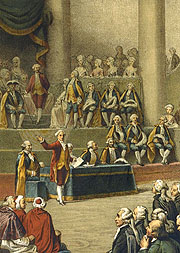
Apertura de los Estados Generales de 1789 en Versalles

Al final del Antiguo Régimen, según Michel Vovelle, la propiedad nobiliaria ocupa más de la mitad de las tierras, frente al 10-20 % que ocupa la burguesía, menos del 30 % el campesinado y menos del 5 % el clero. Igualmente, evalúa la densidad de población entre 700 y 790 habitantes por legua cuadrada y por generalidad. Por último, la alfabetización es escasa en relación con el norte y al este del país, con entre un 10 y un 20 % de cónyuges capaces de firmar con su nombre.
En 1789, los campesinos del oeste acogen más bien favorablemente los inicios de la Revolución. Los cuadernos de quejas de Bretaña, Maine, Anjou o el bajo Poitou testimonian la hostilidad del campesinado hacia los restos del sistema feudal, al igual que la elección de diputados patriotas, que confirman los actos violentos antinobiliarios del Gran Miedo o la continua violencia contra los aristócratas y sus residencias en 1790 y en 1791. Además, la Vendée y Maine-et-Loire son dos de los doce departamentos que envían más diputados jacobinos a la Asamblea Legislativa. Numerosos clérigos parecen haber acompañado al movimiento con entusiasmo: en la Vendée, algunos revistieron los nuevos cargos creados por la Revolución, por ejemplo convirtiéndose en alcaldes. La Revolución, como en todos los demás lugares representó pues una gran esperanza.

#### El descontento crece
El 12 de julio de 1790, la Asamblea Constituyente vota la constitución civil del clero. El decreto de aplicación, pasado en noviembre de 1790 y firmado por el rey Luis XVI el 26 de diciembre de 1790, prevé que los sacerdotes, presten juramento a la Constitución al igual que el funcionariado; la constitución civil del clero y este juramento son rechazados por una parte del clero, que considera al sacerdote que jura como un desviado de la fe católica. Preocupados por su salvación, numerosos campesinos prefieren continuar dirigiéndose a los sacerdotes refractarios. Esto contribuye a dividir profundamente a los vendeanos entre partidarios y contrarios a la medida y a desarrollar un cierto descontento entre las comunidades campesinas que, además, no perciben mejora alguna de su situación tras la Revolución[cita requerida]. En el campo relativamente recientemente converso del Oeste el clero fue mayoritariamente refractario. En mayo de 1791, la Asamblea Constituyente lanza un decreto sobre la libertad de culto que permite el culto de los refractarios, pero esta tolerancia no satisface a ningún campo y las posiciones se radicalizan.
La aplicación de la constitución civil del clero (julio de 1791) provoca actos de resistencia entre la población, que recurre cada vez más a la violencia física. En Poitou surgen libelos que achacan a los protestantes y a los judíos esta ley. En enero de 1791 en la comuna de Saint-Christophe-du-Ligneron (al sur de Nantes), la intervención de las fuerzas de orden para atajar un incidente debido a este conflicto provoca las primeras muertes de la Vendée, aunque el conflicto aún no degenera.

mapa de los sacerdotes que prestaron juramento a la Constitución civil del clero en Francia en 1791

En este contexto, la Asamblea legislativa dicta, en noviembre de 1791 y el 27 de mayo de 1792, decretos represivos contra el clero refractario, a los que se prohíbe el culto. El segundo prevé la deportación fuera de territorio francés de cualquier sacerdote refractario mediante una simple solicitud de 20 ciudadanos.[cita requerida] La víspera del 10 de agosto de 1792, cuando la Asamblea suprime las últimas congregaciones existentes, muchos de ellos van a la cárcel o se ven obligados a esconderse para evitar su deportación al penal de Guayana, los sacerdotes que no juran son defendidos por mujeres que participan en misas clandestinas. A pesar de estas medidas, el nuevo clero constitucional no llega a imponerse en muchas partes de la región. Los juramentados representan, según Michel Vovelle, entre el 0 y el 35 % de los sacerdotes en Loire-Atlantique (lo mismo en el conjunto de Bretaña) y en la Vendée, frente a un 35 a 55 % en Maine-et-Loire y de 75 a 100 % en Deux-Sèvres, en 1791. En conjunto, más del 65 % del clero se niega a prestar juramento en el Oeste (frente a un 48 % a nivel nacional).
Una prueba de que la vinculación al Antiguo Régimen y a la monarquía no es el factor desencadenante de las primeras revueltas es que no se produce ninguna en el momento de la emigración de los nobles ni cuando Luis XVI es guillotinado en enero de 1793.

#### Las circunstancias que desencadenan la guerra
El descontento era latente. Desde febrero de 1793, la Charente-Maritime acoge un importante flujo de refugiados. La revuelta estalla realmente en marzo cuando la Convención, decreta el 23 de febrero una leva de 300 000 hombres "para encarar la súbita baja de efectivos en los ejércitos de la República a causa de las pérdidas, de las deserciones y sobre todo la fuga masiva de los voluntarios reclutados el año anterior para una campaña y que pensaron que una vez el enemigo había sido expulsado fuera de las fronteras podían regresar a sus hogares". La Vendée solo es una de las provincias que se rebelan 1793, como lo es el valle del Ródano, en donde la agitación es endémica desde 1790 y se prolongará hasta 1818. En junio de 1793, las ciudades de Burdeos, Marsella, Toulouse, Nîmes y Lyon, así como Normandía desarrollan revueltas federalistas y monárquicas.
La pequeña nobleza que se había quedado en el país lo único que hizo fue seguir la insurrección campesina, antes de tomar sus riendas y darle un matiz claramente realista y católico a partir de julio de 1793.
El bando republicano está entonces dividido entre los girondinos y el bando de la Montaña, que se acusan mutuamente de favorecer la Contrarrevolución. Mientras los bretones son derrotados por Canclaux en el extremo occidental, por Beysser entre Rennes y Nantes (la agitación no se reanudará hasta finales de 1793, con la chuanería), los disturbios reprimidos en Alsacia, al sur del Loira, los rebeldes consiguen no solo desbordar a la Guardia Nacional, poco numerosa, y a apoderarse de varias ciudades, sino que derrotan a una columna de soldados profesionales el 19 de marzo.
Para terminar, la insurrección vendeana no tiene una causa única, sino múltiples factores, todos ellos unidos a un descontento progresivo. No se trataba de nostalgia por el Antiguo Régimen, sino más bien de desconfianza hacia el Estado y de movimientos defensivos ante el ataque a la religión, apoyados por el clero y por la nobleza en el momento en el que alcanzó unas ciertas proporciones.

### Guerras vendeanas yChuanería
A pesar de que tienen puntos comunes, hay que diferenciar las guerras vendeanas de las acciones de la chuanería. En el primer caso, al sur del Loira, los rebeldes toman ventaja sobre las tropas republicanas y se organizan como «Ejército Católico y Real» dentro del territorio bajo su control; las diversas guerras de la Vendée oponen a dos ejércitos. En el segundo caso, las tropas republicanas triunfan en primer lugar sobre los rebeldes. El rebrote del conflicto a finales de 1793, se hace en forma puntual de guerrilla en Bretaña, Maine y Normandía. Sin embargo, los motivos de la revuelta son los mismos.

## Primeros episodios armados y organización

### Revueltas sangrientas

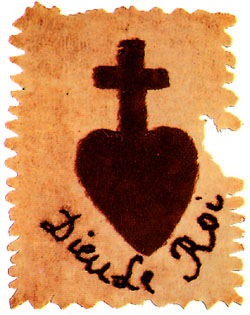
Insignia de los realistas durante la guerra de la Vendée (1793)

En principio esta revuelta no se diferencia en nada de otras semejantes que hubo en Francia durante la primera mitad de 1793. La diferencia es que en otras partes de Francia el ejército sofoca las revueltas, mientras que en la Vendée, el 19 de marzo, una columna de soldados profesionales es derrotada en Pont-Charrault, hecho que transforma en esta región el choque con las fuerzas revolucionarias en una auténtica guerra civil. Al norte del Loira, las revueltas se reprimen con eficacia pero con brutalidad.
El domingo 3 de marzo, en Cholet, jóvenes del cantón reunidos por el distrito «para ser informados acerca de las modalidades de reclutamiento del contingente local para la leva de los 300 000 hombres» manifiestan su negativa a marcharse. El domingo siguiente, la protesta se extiende. La primera semana, los lugares de la protesta están dispersos. El 11 de marzo, Machecoul es invadido por grupos de hombres opuestos a la leva llegados de las comunas vecinas, que llevan a cabo asaltos y asesinatos hasta el mes de abril. Entre los habitantes detenidos y luego asesinados había curas católicos que habían jurado fidelidad a la República. El número de muertos varía según los estudiosos entre 100 y 800. Entre los revoltosos se encuentran Charette, que no hace nada para detener las matanzas, Souchu, su antiguo procurador fiscal, su jefe, y el abad Prioul, quien celebra una misa junto a los cadáveres.
En la zona de Retz, otras bandas escogen jefes plebeyos: el cirujano Jean-Baptiste Joly, antiguo sargento del Ejército Real, el comerciante de huevos Louis Guérin, el recadero Pajot, o el peluquero Gaston Bourdic.
El 12 de marzo, la Guardia Nacional dispara sobre los manifestantes para despejar las cercanías de Paimbœuf, amenazado por campesinos llegados de 32 comunas cercanas a la pequeña ciudad; el noble que los encabeza es detenido y guillotinado en Nantes. En cambio, ese mismo día Savenay cae en manos de los rebeldes. También los rebeldes de las parroquias cercanas a Nantes de la orilla derecha del Loira, llegan a las puertas de la ciudad al mando de Gaudin-Berillais, un noble «que no se atreve a atacar la ciudad y se limita a enviar una proclama en la que enumera en quince puntos las reivindicaciones de los campesinos de cara a una negociación»; se pide: la interrupción de la leva, el reclutamiento solo de voluntarios, la necesidad del consentimiento de las parroquias en los impuestos, el final de las requisas, la libertad de culto, la libertad de pensamiento y de escritura. Al no recibir respuesta alguna, Gaudin-Berillais es destituido y la mayor parte de los congregados regresan a sus casas, los que se quedan y pretenden atacar la ciudad son dispersados fácilmente por los nanteses. «El episodio es revelador del sentimiento profundo de un campesinado que rechaza una solidaridad nacional que no entiende y reivindica su derecho a modularla según sus intereses inmediatos».

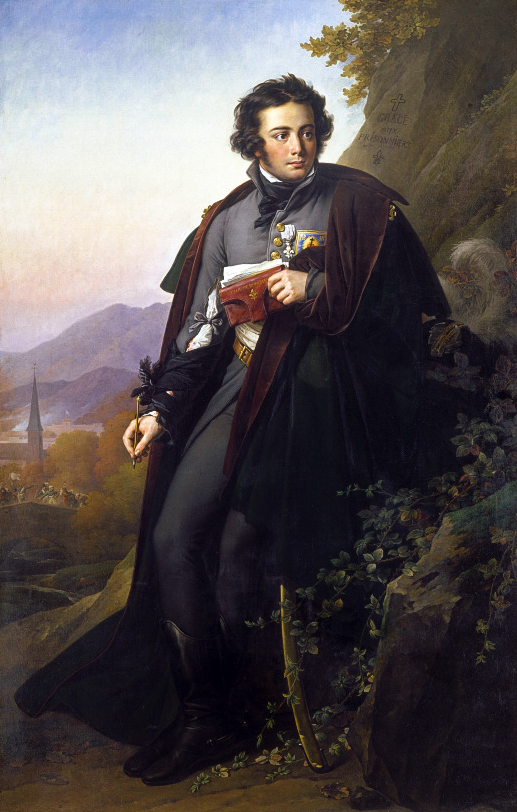
Charles-Melchior Arthus, marqués de Bonchamps por Girodet

En Chanzeaux, un altercado entre jóvenes del pueblo y guardias acarrea la muerte de uno de estos últimos. La cruz del gendarme situada en el jardín del castillo de Chanzeaux testimonia este acontecimiento.
Más al norte, ese mismo día, 600 campesinos se reúnen en Saint-Florent-le-Vieil para oponerse al sorteo. Ponen en fuga a 500 guardias nacionales que les cierran el paso, saquean las casas de los Azules y las cajas del distrito, y luego gastan el botín en los locales del burgo y sus alrededores.
Al día siguiente, el marqués de Bonchamps llega al burgo y organiza a la tropa, impidiendo que se disperse. Se sitúa al mando de las bandas a antiguos soldados. Un cultivador de Le Pin-en-Mauges, Jacques Cathelineau se apodera de Jallais.

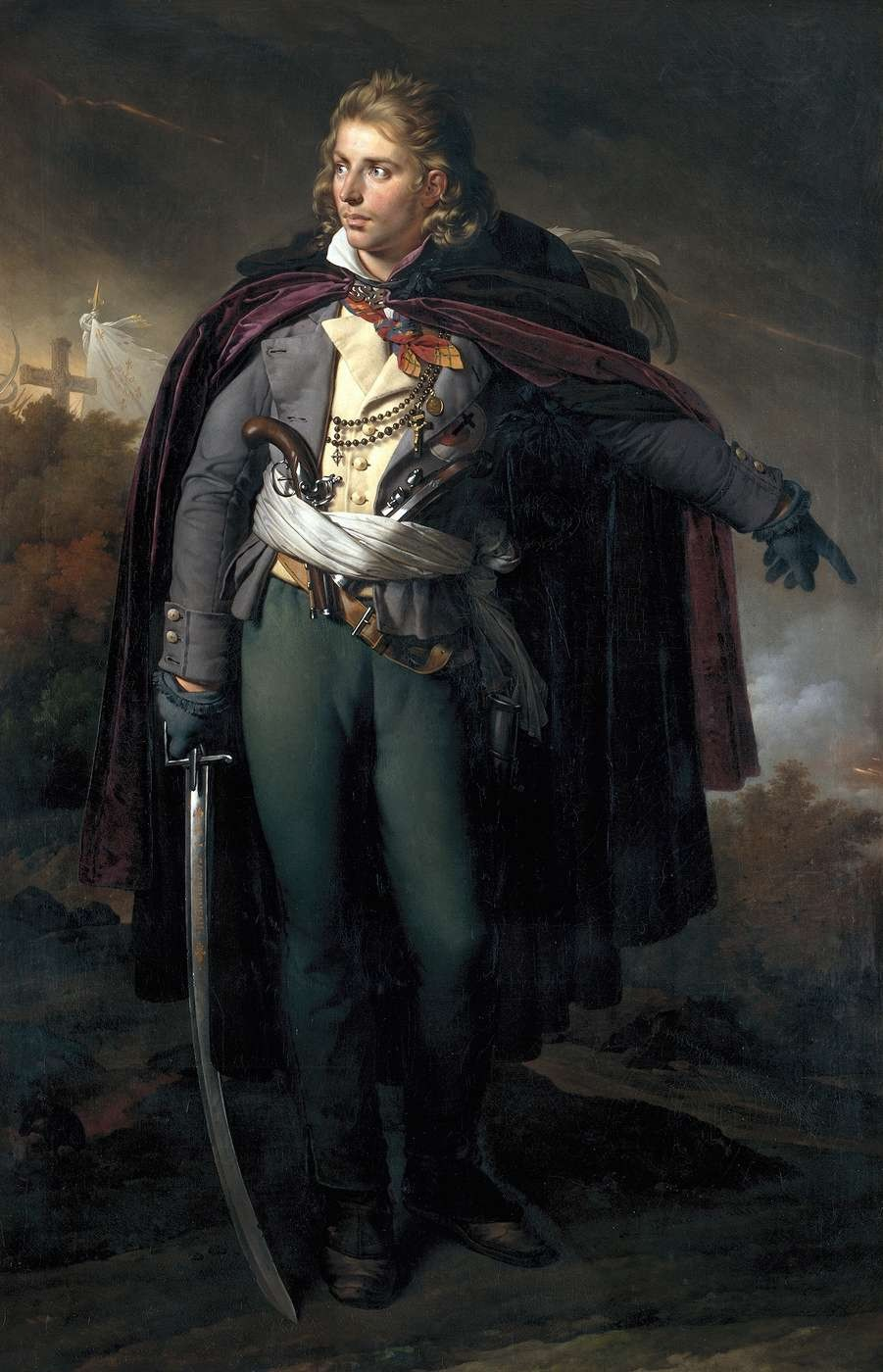
Jacques Cathelineau

El 14 de marzo, la banda de Cathelineau se une a la de Jean-Nicolas Stofflet. Dirigidos por este último, 15 000 rebeldes atacan Cholet, una ciudad de unos 7000 habitantes, defendida por 500 guardias nacionales, 80 jinetes y unos 10 cañones. Sitiados, 300 republicanos mueren, al igual que unos 40 rebeldes. Una vez en la ciudad, los rebeldes saquean la ciudad y se dedican a celebrar la victoria. En cinco días, los rebeldes se adueñan de Mauges, la mitad meridional al sur del Loira, del departamento de Maine-et-Loire. En la otra orilla, la guardia nacional vence y detiene a unos treinta rebeldes, de los que unos veinte acaban guillotinados en Angers).
En el departamento de la Vendée, los rebeldes ponen en fuga a la Guardia Nacional de Palluau, entre el 12 y el 14 de marzo; los republicanos huyen. En el interior casi todas las ciudades pequeñas son tomadas al asalto o por sorpresa el 12 de marzo. El día siguiente, la guardia nacional de Fontenay-le-Comte es víctima de una emboscada.

### Un ejército contrarrevolucionario

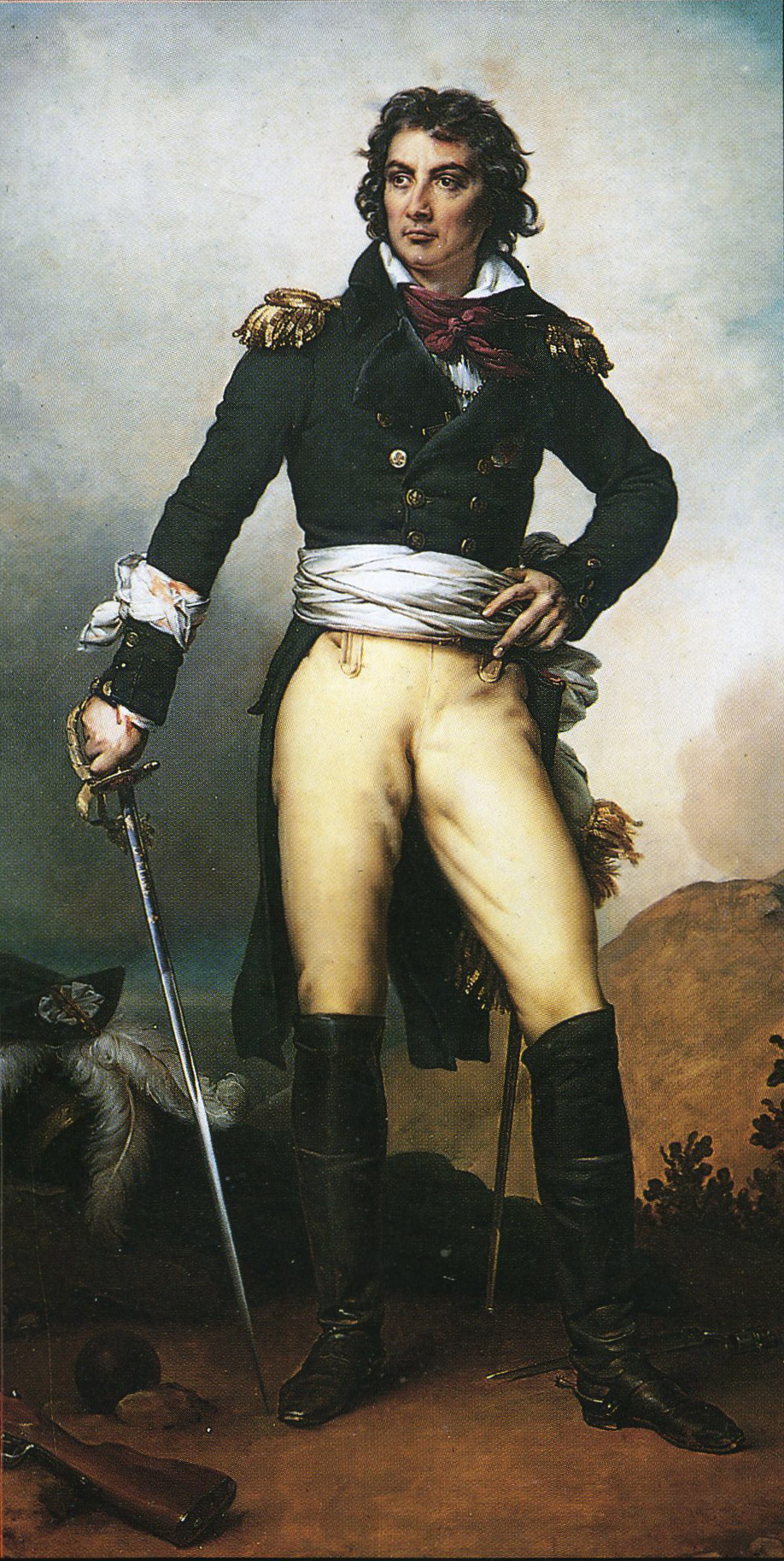
Louis d'Elbée por Girodet

Los días posteriores, 35 000 hombres se reúnen en Chemillé para tratar de organizar un auténtico ejército. Algunos nobles, varios de ellos antiguos oficiales se unen a ellos: Charette, d'Elbée, Lescure, La Rochejaquelein. Estos jefes procedentes de la pequeña nobleza no se impusieron por propia iniciativa a las bandas de campesinos. De fe religiosa poco intensa, y dado que habían mantenido sus bienes después de la Revolución de 1789 (incluso algunos se habían enriquecido comprando bienes nacionales) no se sienten responsables de estas bandas rebeldes. solo más adelante encauzarán esta ira popular y le darán un matiz claramente católico y monárquico.
El objetivo del nuevo ejército es apoderarse de Chalonnes-sur-Loire, vanguardia de Angers. Sabedores del interés estratégico de defender esta plaza, los republicanos concentraron 4000 hombres y 5 cañones. El 22 de marzo, contra la opinión del alcalde y de los oficiales de la Guardia Nacional, los miembros del ayuntamiento y la masa se rinden a los Blancos; los guardias se repliegan a Angers tirando los cañones al Loira. Mientras Angers se prepara para un ataque inminente, el ejército se disuelve y los combatientes regresan a sus casas. «Se habían rebelado para no convertirse en soldados y no era cuestión de convertirse en ello para restablecer la monarquía en la capital. Más que un levantamiento contrarrevolucionario, la revuelta se quedaba en unos disturbios contra las exigencias estimadas intolerables de la nación».
Los republicanos intentan recuperar la ventaja. A las órdenes del general Marcé, comisionado por la Convención para aplastar la revuelta, una columna de 2200 soldados, 100 jinetes, equipada con 8 cañones, intenta cruzar la zona rebelde de La Rochelle a Nantes. El 17 de marzo, en Chantonnay, la columna pone en fuga a los campesinos, que dejan unos cuarenta muertos y pierden tres cañones. La noche del 19 de marzo, cuando está acampado en el fondo de un valle la columna es atacada y huye a la desbandada hacia La Rochelle. A su llegada, Marcé es destituido y detenido.
Se anuló la capacidad ofensiva de las tropas republicanas. A pesar de que los rebeldes siguen uniendo fuerzas al mando de unos cuantos nobles como Royrand y Sapinaud, los 10 000 hombres a las órdenes de Jean-Baptiste Joly fracasan dos veces en su intento de tomar Les Sables-d'Olonne.

## La Vendée militar

### Organización

Mapa de la Vendée militar

A finales de marzo el mapa militar de la Vendée está dibujado en su mayor parte: el departamento de la Vendée y la parte sur de los de Loire-Inférieure y de Maine-et-Loire. El noroeste del de Deux-Sèvres a su vez cae en mayo.
El ejército insurgente está poco centralizado, mal equipado (tres cuartas partes de los hombres carecen de fusil antes del ataque a Chalonnes-sur-Loire, la mayor parte de las armas y municiones son los que abandonan los soldados republicanos) y no es permanente, ya que los campesinos regresan a sus tierras en cuanto pueden después de los combates. Sin embargo, soldados profesionales, desertores del ejército republicano, se unen a él, aportando su experiencia. Así, Charette no tiene autoridad alguna sobre sus hombres, cuyos fracasos y la táctica prudente alimentan la desconfianza, en un primer momento; la llegada de nuevos elementos entre los que se incluyen los anteriormente mencionados desertores republicanos, y la constitución de una caballería de élite compuesta por nobles y burgueses equipados a su costa son las que permiten que los rebeldes consigan los primeros éxitos reales y empiecen a imponerse.
Lo componen tres ejércitos, constituidos partiendo de las agrupaciones de marzo: el ejército de Anjou, al este del río Sèvre nantaise (40 000 hombres); el ejército del Centro, en el corazón de la Vendée (10 000 hombres); el ejército del Marais, entre la Sèvre nantaise y el océano Atlántico (15 000 hombres). Se encargan sobre todo de salvaguardar la parte de territorio de la que surgen.
Ejército "popular", encuentra apoyo tanto a nivel logístico como militar entre el pueblo llano del campo. Los famosos "molinos de la Vendée" de los que la posición de las alas sirve para informar de los movimientos de las tropas gubernamentales son un ejemplo.
A continuación se detalla la organización del ejército del centro, según la descripción que de él se hace en el libro Memorias de la marquesa de la Rochejaquelain:
"El señor d'Elbeé mandaba a los campesinos de los alrededores de Beaupréau y Cholet.
Stofflet, guardabosques de Maulévrier, mandaba toda esa zona.
Cathelineau, campesino de Pin-en-Mauges, mandaba en toda la zona de Mauges.
Henri de La Rochejaquelein mandaba sobre los alrededores de Châtillon.
El señor de Lescure mandaba sobre los alrededores de Bressuire".
Las primeras operaciones son un éxito para los Blancos. Tras un primer fracaso en la Primera Batalla de Fontenay-le-Comte el 16 de mayo, el ejército del Centro, con La Rochejaquelein, Lescure, D'Elbée, Cathelineau, Stofflet y Bonchamps, entra en Fontenay-le-Comte (segunda batalla de Fontenay-le-Comte) el 25 de mayo y derrota a los 7000 soldados del general Chalbos (la mitad es hecha prisionera), antes de retirarse. La semana siguiente, los estados mayores de los ejércitos del Centro y de Mauges deciden atacar Saumur; un destacamento de 1500 republicanos es derrotado en Vihiers el 6 de junio, refuerzos republicanos procedentes de la Thouars son derrotados en Montreuil-Bellay el 8 de junio; los Blancos se apoderan de Saumur el 10 de junio, con unos 15 000 fusiles y más de 60 cañones (para obtener la capitulación de la guarnición, hicieron marchar ante ellos a las mujeres y a los niños de los guardias nacionales. Ante la desmoralización de los Azules, 4 jinetes consiguen ellos solos apoderarse de La Flèche.
Sin embargo, mientras el estado mayor realista duda entre dirigirse a Nantes o marchar sobre París y atacar Niort, para destruir el ejército de Biron, a partir del 12 de junio, 20 000 de los 30 000 campesinos regresan a sus casas, estropeando así los éxitos de los días anteriores. Además existen rivalidades entre los muchos oficiales elegidos por sus hombres. Para asegurar la cohesión del conjunto, los jefes (procedentes de la pequeña nobleza) eligen "generalísimo" a un plebeyo, Cathelineau, el 12 de junio.

### El fracaso del asalto contra Nantes

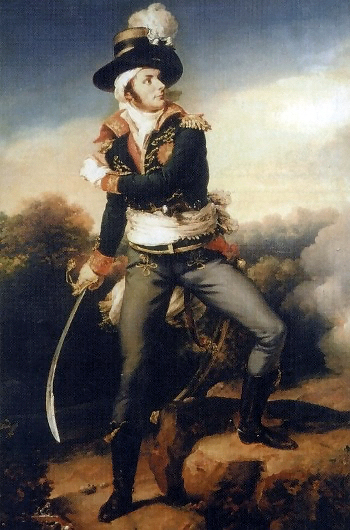
François de Charette

Dos días antes, el 10 de junio, Charette, que acabó imponiéndose a las otras bandas del Marais bretón, después de varios fracasos en abril, se apodera de Machecoul, defendida por 1300 soldados, a la cabeza de unos 15 000 hombres. Este éxito abre el camino de Nantes.
Al mismo tiempo, el ejército de Lescure sale de Saumur, desciende el Loira y entra el 18 de junio en Angers, abandonado por los 5000 soldados de la guarnición. Charette le propone unir las fuerzas y apoderarse de Nantes, de su puerto y de sus riquezas. Sin esperar, avanza con 20 000 hombres.

### Historiografía

#### Los partidarios de la tesis del genocidio
En 1986, Reynald Secher publica La Vendée-Vengé, Le génocide franco-français, obra en la que estudia las relaciones entre la Revolución y los Vendeanos desde 1789 y se esfuerza en hacer balance de la represión de la revuelta vendeana, tratando de conseguir la relación entre los nacimientos en los años 1780 y las de los años 1800 y tratando de recoger las destrucciones y reconstrucciones. A partir de estos datos, explica en su conclusión general porque está convencido de que las matanzas cometidas durante la guerra de la Vendée constituyen, en su opinión, un genocidio, explorando en los textos de los actores y testigos de la época de los extractos interpreta que había una voluntad genocida por parte de los republicanos. Para fortalecer su hipótesis, retoma la palabra «populicidio», citada por Babeuf, cuyo texto reedita con un nuevo título.
La tesis de Reynald Secher fue retomada y apoyada en especial por Pierre Chaunu, profesor emérito de la Universidad Paris IV, que formaba parte del jurado ante el que el joven doctorando presentaba su tesis, en un artículo aparecido en La Croix el 29 de junio de 1986.
Otros historiadores utilizaron el término "genocidio" para definir las masacres cometidas durante la guerra civil en el campo republicano. Se puede citar a Jean Tulard, Emmanuel Le Roy Ladurie o Stéphane Courtois, director de investigación en el CNRS, especialista en historia del comunismo. Este último explica que Lenin comparó a "los Cosacos con la Vendée durante la Revolución francesa y los expuso con un programa que Gracchus Babeuf, el "inventor" del Comunismo moderno, calificó en 1795 (sic) de «populicidio».
Algunos historiadores hablan de rebelión vandeana de 1793–1796, como el "Primer Genocidio de la Historia Moderna". En él, sugieren, los jacobinos pusieron en práctica lo que se puede considerar un ensayo general de "Solución Final". Otros no hablan de genocidio, pero destacan el elevado número de civiles asesinados por las tropas republicanas, entre los que había también mujeres y niños. Entre ellos se encuentra Peter McPhee, que habla de 117 000 muertos civiles y de 200 000 muertos en total, entre los dos bandos.

##### Ecos fuera del mundo universitario
Las afirmaciones de Reynald Secher también tuvieron una cierta notoriedad más allá del mundo universitario y se vieron en los medios de comunicación. El 28 de enero de 2000, como conclusión del Stockholm International Forum of the Holocaust, Michael Naumann, delegado del Gobierno federal de Cultura y Medios de Comunicación entre 1998 y 2000 y antiguo redactor-jefe de Die Zeit, afirmó: "El término francés "populicidio" se utilizó a veces antes de que se inventara el término "genocidio". Fue inventado por Gracchus Babeuf en 1795 y describía el exterminio de 117 000 campesinos de la Vendée. Este fértil sector al oeste de Francia en efecto, permaneció prácticamente deshabitado durante 25 años».

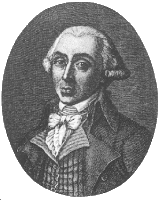
Jean-Lambert Tallien

Igualmente, el escritor Michel Ragon, en 1793 l'insurrection vendéenne et les malentendus de la liberté (1992), cuyo argumento toma ampliamente las tesis de Secher, trató de demostrar una programación de las matanzas y de ver intenciones oficiales de exterminio de un pueblo. En su libro, trata de modo conjunto la represión, destacando, por el lado republicano, el papel del general Louis Marie Turreau, organizador de las "columnas infernales", y de los delegados Carrier en Nantes, Nicolas Hentz y Marie Pierre Adrien Francastel y Angers, ciudades en las que se agolparon miles de prisioneros vendeanos. Otras regiones de Francia sufrieron revueltas monárquicas o federalistas contra la Convención Nacional en 1793. Dependiendo de los casos, los delegados tenían actitud conciliadora (como en Normandía) o más represiva. Algunos cometieron excesos, como Paul Barras y Louis-Marie Stanislas Fréron en Toulon, Jean-Marie Collot d'Herbois y Joseph Fouché en Lyon o Jean-Lambert Tallien en Burdeos. En el caso de la guerra de la Vendée, Michel Ragon trata de probar que los abusos cometidos por los delegados respondían a exigencias del Comité de Salvación Pública, o incluso de la Convención.
Para justificar esto, extrae de los documentos de la época citas extraídas de los discursos, proclamas, cartas o informes de distintas personalidades revolucionarias y las interpreta como una confesión de voluntad genocida. Una proclama de Francastel puesta en Angers, el 24 de diciembre de 1793, que declaraba: "La Vendée acabará despoblada, pero la República será vengada y estará tranquila... Hermanos, que el Terror no deje de estar a la orden del día y todo irá bien. Salud y fraternidad. También una carta de Carrier, del 12 de diciembre de 1793, dirigida al general Haxo que le solicitaba víveres para la Vendée republicana, y señala las fórmulas que parecen justificar su tesis: "Resulta sorprendente que la Vendée se atreva a solicitar subsidios, después de haber destrozado la patria con la guerra más sangrienta y cruel. Entra en mis proyectos, y son también las órdenes de la Convención Nacional, quitar todas las subsistencias, los cultivos, los pastos, todo en una palabra en esta maldita región, quemar todos los edificios, y exterminar a todos los habitantes... Oponte con todas tus fuerzas a que la Vendée tome o conserve un solo grano... En una palabra, no dejes nada en este país de proscripción".
El 21 de febrero de 2007, nueve diputados de la derecha francesa, basándose explícitamente en los trabajos de Reynald Secher y Michel Ragon, presentaron una propuesta de ley en la Asamblea Nacional proponiendo el "reconocimiento del genocidio vendeano".

#### Contrarios a la tesis del genocidio
En el lado opuesto, la tesis del "genocidio vendeano" es rechazada por la mayor parte de la investigación universitaria.
También fue criticada por el australiano Peter McPhee, profesor de la Universidad de Melbourne, especialista de historia contemporánea de Francia, quien retoma la tesis de Pierre Chaunu al hablar de un vínculo entre la Revolución francesa y el totalitarismo comunista, a la vez que destaca las incongruencias del análisis de Reynald Secher en lo relativo al número de víctimas y destaca la escasa importancia que se da a las matanzas de republicanos por parte de los insurrectos en sus libros; además, hace ver que Reynald Secher, en sus trabajos posteriores, no tuvo en cuenta ninguno de los trabajos universitarios posteriores que matizaban o contradecían sus análisis.
Entre otros argumentos, Jean-Clément Martin observa que, en su obra, Reynald Secher no comenta ni discute la palabra "genocidio". Para él la cuestión es "saber cual es la naturaleza de la represión desarrollada por los revolucionarios". Explica, siguiendo a Franck Chalk y M. Prince que "sin la intención ideológica aplicada a un grupo bien delimitado, la noción de genocidio no tiene sentido. Y no es posible ni encontrar una identidad "vendeana" previa a la guerra, ni afirmar que la Revolución se cebó contra una entidad determinada (religiosa, social... racial)».
Retoma la cuestión del decreto de 1 de agosto de 1793, que preveía la "destrucción de la Vendée" y el informe de Barère, quien afirmaba: "Destruid la Vendée y Valenciennes no seguirá en poder de los austriacos. Destruid la Vendée y el Rin será liberado de los prusianos (...). La la Vendée y siempre la Vendée, ese es el cáncer que devora el corazón de la República. Allí hay que golpear". Recuerda que uno y otro excluyen a las mujeres, niños y ancianos (a los que el decreto del 1 de octubre de 1793 añade los hombres desarmados), que deben ser protegidos. Anota igualmente que "los revolucionarios no trataron de identificar a un pueblo para destruirlo", y solo vieron la Vendée como "el símbolo de todas las oposiciones a la Revolución", y concluye que "las atrocidades cometidas por las tropas revolucionarias entrarían en lo que hoy llamaríamos crímenes de guerra".
Siguiendo su análisis, las atrocidades cometidas durante la guerra de la Vendée se explican, por parte republicana, por la mediocridad en el reclutamiento, que deja a los soldados abandonados "a su propio miedo". Por el otro bando, "los insurrectos retomaron las antiguas costumbres de las revueltas rurales, echando y dando muerte a los representantes del Estado, saqueando las ciudades, antes de que sus jefes lograran impedir, durante un tiempo, esas prácticas que parecen una revancha y tienen una dimensión mesiánica".
En su opinión, no se trata de la violencia de un Estado fuerte descargada sobre la población; el Estado es demasiado débil para controlar y detener la espiral de violencia que se desencadena entre insurrectos y patriotas hasta la primavera de 1794.
Profesor emérito en la Universidad Paris I-Panthéon-Sorbonne, antiguo director del Instituto de Historia de la Revolución francesa, Michel Vovelle, perteneciente al Partido Comunista, también se pronunció en contra de la tesis del genocidio.
Max Gallo, militante socialista, también se pronunció contra la hipótesis de un "genocidio vendeano" en el artículo "Guerre civile oui, génocide non !" aparecido en la revista Historia.

## Disputa sobre genocidio

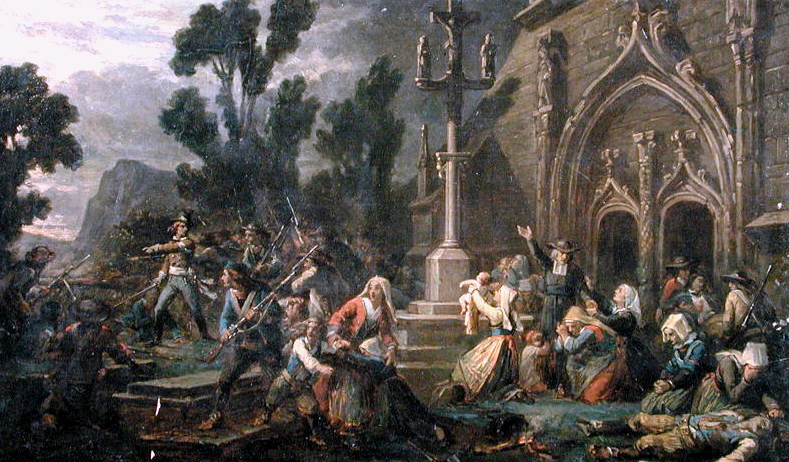
Soldados, mujeres y niños enzarzados en una pelea cerca de una iglesia.

La historiografía popular de la Guerra de la Vendée está profundamente arraigada en los conflictos entre las diferentes escuelas de la historiografía francesa y, como resultado, los escritos sobre la revuelta son generalmente muy partidistas, inclinándose fuertemente a favor del gobierno revolucionario o de los realistas de la Vendée. Este conflicto se originó en el siglo XIX entre dos grupos de historiadores, los Bleus, llamados así por su apoyo al ejército republicano, que basaban sus conclusiones en los archivos republicanos, y los Blancs, llamados así por su pertenencia y apoyo a la monarquía y a la Iglesia católica, que basaban sus conclusiones, aparte de los propios documentos republicanos, en testigos, los escritos y memorias de supervivientes y de "historias orales locales".
Los Bleus sostienen generalmente que la Vendée no fue un levantamiento popular, sino el resultado de la manipulación nobiliaria y clerical del campesinado. Uno de los líderes de esta escuela histórica, Charles-Louis Chassin, publicó once volúmenes de cartas, archivos y otros materiales que apoyan esta postura. Los Blancs, generalmente miembros del propio clero, historiadores locales o supervivientes de la antigua nobleza, argumentan (utilizando algunos de los mismos documentos que Chassin, pero también basándose en historias orales contemporáneas) que los campesinos actuaban movidos por un "amor genuino" y lealtad hacia la nobleza local pero, esencialmente, por el deseo de proteger a la Iglesia católica de la persecución religiosa y el Terror.
La interpretación de los Blancs se popularizó en el mundo anglosajón, con la obra del historiador francés Reynald Secher de 1986 Un genocidio francés: La Vendée. Secher sostenía que las acciones del gobierno republicano francés durante la Guerra de la Vendée fueron el primer genocidio moderno. Las afirmaciones de Secher causaron un pequeño revuelo en Francia entre los estudiosos de la historia moderna francesa, ya que muchas de las principales autoridades sobre el periodo -tanto francesas como extranjeras- publicaron artículos rechazando las afirmaciones de Secher. Claude Langlois (del Instituto de Historia de la Revolución Francesa) se burla de las afirmaciones de Secher calificándolas de "cuasi mitológicas".
Timothy Tackett, de la Universidad de California, resume el caso de este modo: "En realidad... la Vendée fue una trágica guerra civil con un sinfín de horrores cometidos por ambos bandos -iniciados, de hecho, por los propios rebeldes. Los vandeanos no estuvieron más libres de culpa que los republicanos. El uso de la palabra genocidio es totalmente inexacto e inapropiado". Hugh Gough (profesor de historia en el centro de educación superior de Dublín) calificó el libro de Secher de intento de revisionismo histórico que probablemente no tendrá ningún impacto duradero. Mientras que algunos como Peter McPhee criticaron rotundamente a Secher, incluida la afirmación de que existían puntos en común entre las funciones del gobierno republicano y el totalitarismo comunista, el historiador Pierre Chaunu expresó su apoyo a las opiniones de Secher, describiendo los hechos como el primer "genocidio ideológico".Aleksandr Solzhenitsyn, historiador ruso y ganador del Premio Nobel de Literatura en 1970, consideró la actuación republicana como genocida y la comparó a los actos cometidos por Lenin y los bolchevikes.

### Acerca de la guerra de la Vendée
- Félix Deniau, Dom François Chamard y François Uzureau, Histoire de la Guerre de la Vendée, 1876-1878, reed. 12 vols. 4800 pág., J. Siraudeau, Angers, 1978.[1] Una de las obras principales acerca de las guerras de la Vendée. Esta historia general de las guerras de la Vendée sigue el punto de vista de los "Blancos".
- Alain Gérard
  - La Vendée 1789-1793, Ed. Champ Vallon, col. Époques, 1992.
  - Vendée !, Ed. Étrave, 1993.
  - Sur les traces de Charrette, Roi de la Vendée, Ed. Étrave, 1993.
  - La Guerre de Vendée, Centre vendéen Recherches histoire, col. Les Indispensables, 2006
- Guy-Marie Lenne, Les Réfugiés de la guerre de Vendée, 1793-1796, Ed. Geste, col. Pays d’histoire, 2003.
- Simone Loidreau, Les colonnes infernales en Vendée, Ed. du Choletais, 1994.
- Jean-Clément Martin
  - Une guerre interminable, la Vendée 200 ans après, Ed. Reflets du Passé, Nantes, 1985.
  - La Vendée et la France, 1789-1799, Ed. Seuil, 1987. Una obra histórica de referencia que propone una lectura general de los acontecimientos y sobre todo de las ideologías existentes en los orígenes del conflicto.
  - La Vendée de la Mémoire, 1800-1980, Ed. Seuil, 1989.
  - La Loire-Atlantique dans la tourmente révolutionnaire, Ed. Reflets du Passé, Nantes, 1989.
  - Le Massacre des Lucs, Vendée 1794 (en colaboración con Xavier Lardière), Geste Éditions, La Crèche, 1992.
  - La Vendée en 30 questions, Geste Éditions, La Crèche, 1996.
  - La Vendée et la Révolution. Accepter la mémoire pour écrire l'histoire, Perrin, col. Tempus, 2007. El libro trata acerca de la memoria de la guerra en Vendée y la influencia de dicha memoria en la historia. Ofrece un interesante resumen acerca del debate sobre el "genocidio vendeano".
- Xavier Martin, Sur les droits de l'homme et la Vendée, Dominique Martin Morin, 1995.
- Iñigo Pérez de Rada Cavanilles, La Bandera de la Vendée, Ed. Tradición Viva ISSN 2253-8569. Madrid, 2012.
- Claude Petitfrère
  - Les Vendéens d’Anjou, Bibliothèque nationale de France, 1981.
  - La Vendée et les Vendéens, Gallimard, col. Archives, 1982.
- Michel Ragon, 1793. L'insurrection vendéenne et les malentendus de la Liberté, Albin Michel, 1992.
- Reynald Secher, La Vendée-Vengé, Le génocide franco-français, PUF, 1986.
- Paul Tallonneau, Les Lucs et le génocide vendéen: comment on a manipulé les textes, Ed. Hécate, 1993.
- Alberto Bárcena Pérez, La guerra de la Vendée: una cruzada en la revolución (2014)

### Acerca de la Revolución francesa en general, y la Contrarrevolución
- Louis-Marie Clénet, La Contre-révolution, París, PUF, col. Que sais-je?, 1992
- Roger Dupuy, La République jacobine, Terreur, guerre et gouvernement révolutionnaire, 1792-1794, tomo 2 de la Nouvelle histoire de la France contemporaine.
- Jacques Godechot, La Contre-révolution, doctrine et action (1789-1804), PUF, 1961
- Jean-Clément Martin
  - Contre-Révolution, Révolution et Nation en France, 1789-1799, ed. Seuil, col. Points, 1998.
  - Violence et Révolution. Essai sur la naissance d'un mythe national, ed. Seuil, 2006.
- Albert Soboul
  - (dir.), Dictionnaire historique de la Révolution française, Quadrige/PUF, 1989
  - La Révolution française, Gallimard, col. Tel, 1982, reed. 1997.
- Michel Vovelle, La Chute de la monarchie, 1787-1792, tomo 1 de la Nouvelle histoire de la France contemporaine, ed. Seuil, col. Points, 1972.
- Denis Woronoff, La République bourgeoise de Thermidor à Brumaire. 1794-1799, tomo 3 de la Nouvelle histoire de la France contemporaine.

### Novelas
- Jules Verne, El conde de Chanteleine, 1864.
- Alexandre Dumas, Los Blancos y los Azules, 1867.
- Victor Hugo, Noventa y tres, 1874.
- Michel Ragon, Los pañuelos rojos de Cholet, 1984.
- Marie Sainte Hermine, Una Familia de Bandidos, 1793